# بخش کرپانتراز
بخش کرپانتراز (به فرانسوی: Arrondissement de Carpentras) یک بخش در فرانسه است که در وکلوز واقع شده‌است.